# Glazura

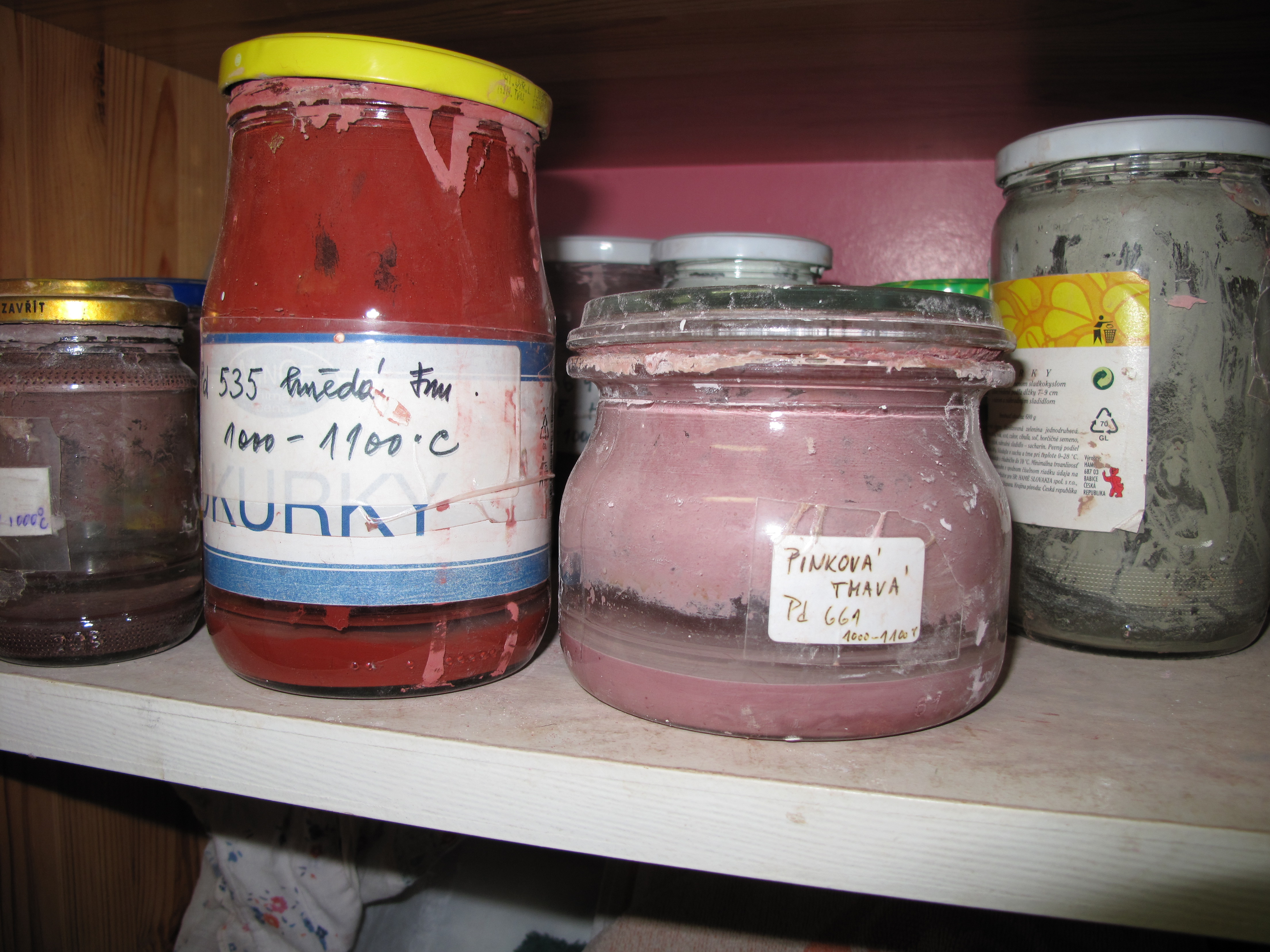
Zásobní rozmíchaná glazura

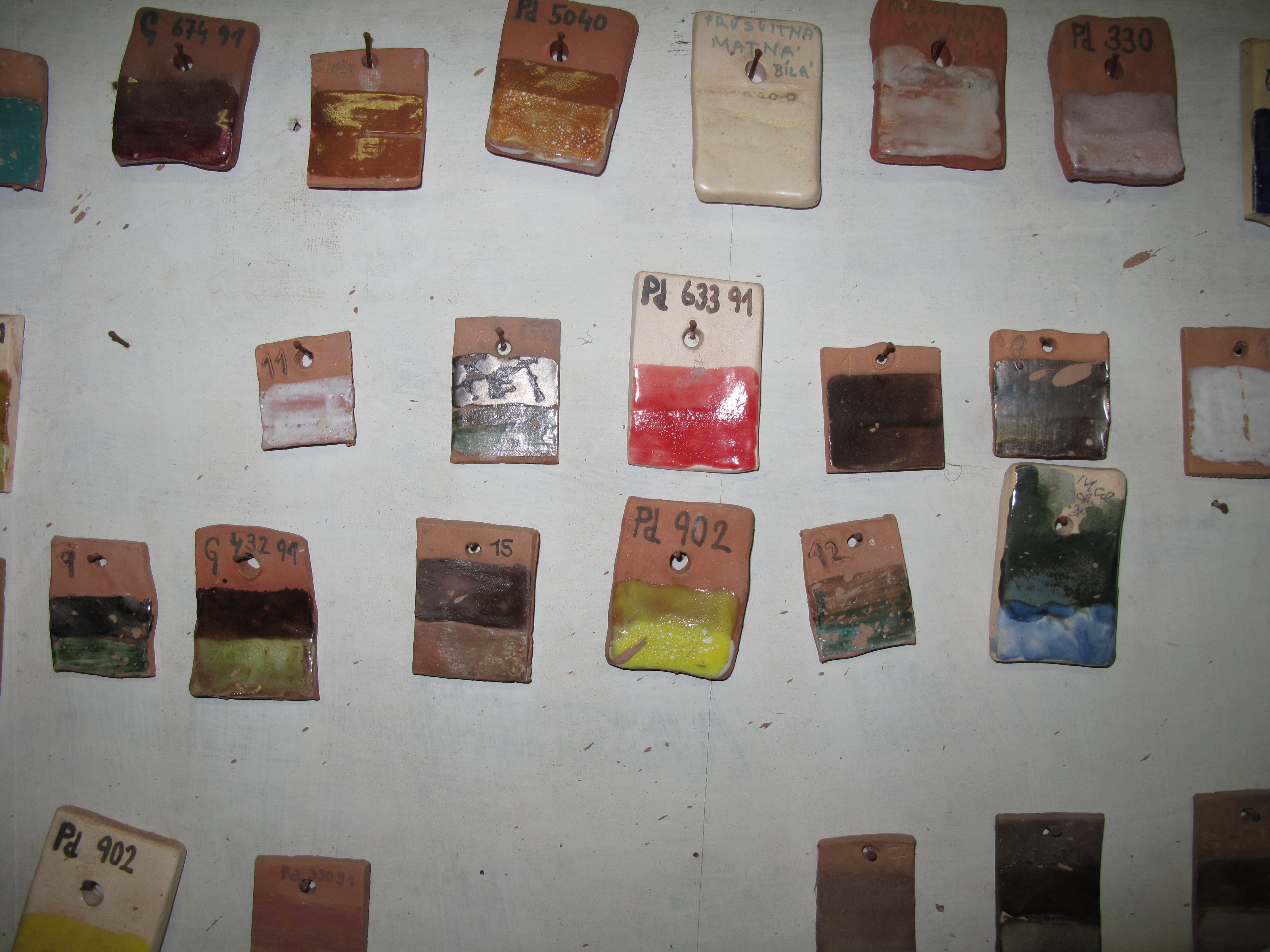
Vzorkovníky glazur po vypálení

Glazura je tenký sklovitý povlak na povrchu keramických výrobků.
Glazura se vyrábí rozemletím příslušných složek na jemný prášek, který se následně smíchá s vodou a takto nanáší na přežahnutý výrobek. Přežahnutý keramický střep (přežah se pálí obvykle v teplotě kolem 850 °C) je porézní a nasákavý a proto při máčení, nástřiku, natírání nebo jiném způsobu nanášení glazury nasaje glazuru na svůj povrch. Při ostrém výpalu (teploty nad 1050 °C) se z glazury odpaří voda a v bodě tání sline v kompaktní sklovitý povrch.

## Chemické složení
Jedná se o křemičitany s přídavkem barvících oxidů a jiných chemických složek ovlivňujících barvu, lesk, tavnost aj.

## Historie
V Egyptě a Mezopotámii byla rozvíjena výroba glazovaných výrobků již 4 000 let př. n. l.; nejstarší známé hliněné glazované (fajánsové) nádobí na světě pochází z Egypta, z období 3300 př. n. l. "Fajáns, často také zvaná egyptská pasta, která se používala pro vytvoření modrého nebo zeleného lemování, se získávala z přirozeně se vyskytujícího kamene, uhličitanu sodného. Ten obsahoval rozpustný sodík a po vysušení předmětu zanechal tenkou vrstvu křemene, který vytvořil glazurovaný povrch. Kolem roku 1600 př. n. l. se glazurování dále rozvíjelo až po zdobení nádob, sošek a dlaždic. Efekt lesklého glazurování se později používal i pro imitaci kovů."
V Evropě (Bulharsko) nalézáme importovaný fajáns z helénistického období Egypta – z období 100 let př. n. l. V západní Asii se fajáns objevila v 5. století, prostřednictvím Maurů se dostala do Španělska a odtamtud do Itálie. V Itálii se od roku 1466 vyráběla ve městě Faenza (odtud název fajáns), dále v Urbinu a ve Florencii.